# ポンテベドラ
ポンテベドラ（Pontevedra）は、スペイン・ガリシア州ポンテベドラ県のムニシピオ（基礎自治体）。ポンテベドラ県の県都である。
リアス・バイシャスに位置し、レレス川河岸とリア・デ・ポンテベドラ沿岸にある。ガリシア7都市（7 cidades）のひとつに数えられる。近隣の自治体バーロ、カンポ・ラメイロ、コトバーデ、ア・ラマ、ポイオ、ポンテ・カルデーラス、ビラボーアとコマルカ（県と市町村の中間単位、コマルカ・デ・ポンテベドラ）を構成する。ガリシア統計局によると2021年の人口は83,114人であり、ポンテベドラ県ではビーゴに次いで2番目である。2001年の自治体人口に占めるガリシア語話者比率は69.09%。

## 地理
ポンテベドラはポンテベドラ県の中部に位置し、コマルカ・デ・ポンテベドラに属する。北がバーロ、カンポ・ラメイロ、東がコトバーデ、ポンテ・カルデーラス、南がソウトマイヨール、マリン、ビラボーア、西がポイオの各自治体と隣接、そしてリア・デ・ポンテ・ベドラ（ポンテベドラ湾）に面している。自治体の中心地区はポンテベドラ地区。
ポンテベドラは、ガリシア州南西岸のリアス・バイシャス（Rias Baixas、リアス式海岸）の名で広く知られる一帯にあり、面積は118.3平方kmで、南北の幅はおよそ20kmである。
ポンテベドラは、レレス川とトメサ川が流れ込んでいる、ポンテベドラ湾（Ría de Pontevedra）の奥に位置する。ポンテ・サンパイオでベルドゥーゴ河口は南へ伸びる。2つの断層によって分けられている4つの山岳地帯に囲まれている。断層の1つは南北に伸び、網一方は北東から南西に伸びる。
ポンテベドラはポンテベドラ県第4司法管轄区であるポンテベドラ司法管轄区に属し、同管轄区の中心自治体である。

### 気候
気候は温暖な海洋性気候である。
平均気温は15℃で、一年の気温の上下は10℃（1月の平均最低気温10℃、7月の最高平均気温15℃）である。海に近く、最も重要なことは、リアス式海岸の穏やかな影響が一年の大半を快適な気温にしてくれることである。ガリシア沿岸の全てがそうであるように、ポンテベドラは冬季に時折大西洋性の嵐に見舞われる。これらは気温の急速な下降、雨、強風に特徴がある。
全体的にポンテベドラは雨が多く、特に晩秋から冬に増える。平均降水量は1,700から1,900ミリあり、一年のうち102日は雨天日である。夏季は一般に言われているとおり乾燥するが、時々雨が降る。

### 人口
| ポンテベドラの人口推移 1900－2010                       |
|                                                         |
| 出典:INE（スペイン国立統計局）1900年 - 1991年、1996年 - |

ポンテベドラは、15の地区（教区）からなり、人口は2007年6月時点で80,202人である。人口密度は1平方km/677.9人と高い。住民のおよそ2/3が市街地に暮らし、残りが郊外の集落（アルデア）で暮らしている。
ポンテベドラの人口は近年緩やかにそして徐々に増えているとはいえ、世代交代はうまくいっているとは言えず、高齢化が進行している。老齢人口は15.93%と後退する一方で、15歳から65歳までは69%で、15歳以下はちょうど15.01%である。出生率は9.8%で、死亡率8%をわずかに上回っているだけである。移動の近郊はわずかに上向いている（2006年に350人増） 。ポンテベドラ当局によると、1999年からガリシア州の都市として最も成長が速く、年間平均1000人以上の住民が増えている。

### 交通
ポンテベドラは、道路・鉄道とも非常によく整備されており、フェロル＝ビーゴ間の鉄道沿線にある。また、州都サンティアゴ・デ・コンポステーラ（58km北）とガリシア最大の都市ビーゴ（30km南）の間に位置し、サンティアゴ・デ・コンポステーラ空港（ラバコジャ）、ビーゴ空港（ペイナドール）へのアクセスは容易である。道路・高速道路網は整備されており、他都市、たとえば、57km南のポルトガルや、100km東にある内陸のオウレンセへも容易に行くことができる。またバスターミナルからはガリシア州各地への定期便のほか、マドリードやスペイン内のその他の都市、またポルト、リスボンとの間の定期便も発着している。
高速鉄道AVEの延伸が予定されている。ポンテベドラは、大西洋線（北部のア・コルーニャからポルトガルのリスボンまで）の停車駅の一つとなる予定である。
ポンテベドラ港は、かつてはガリシアの主要港として栄えていたが、現在はレクリエーション目的にしか利用されておらず、貨物や旅客用ではない。近隣のマリンは、主要な軍事・商業港で、わずか7kmの距離にある（加えて、世界最大の漁港で、主要商業ハブであるビーゴ港とも）。

## 経済
ポンテベドラは伝統的に貿易都市である。中世、ギルドが旧市街を繁栄させ、現在も通りや広場に往事の名前を残している。当時のポンテベドラは主要なガリシアの港で、非常に活発な漁業と海上貿易活動を提供していた。
1833年ガリシア地方はそれまでの7県から4県へと再編され、ポンテベドラは同名の県の県都となった。市は産業活動を惹きつけたビーゴとは対照的に、行政・商業の中心となった。事実、最初の現代的工業がポンテベドラに現れたのは、1960年代であった。
現在、人口の65%が第三次産業に従事しており、工業は17%である。工業活動は、製紙業（次第に後退している）と建設業と言った一握りの会社へと減少している。第三次産業はもはや特別に躍動的でなく、営業方針の数は状況の改善を遂行している。観光業はゆるやかに増加しており、主としてスペイン、ポルトガルからの観光客がやってくる。地元の失業率は12.12%（2001年）で、男性（9.1%）と女性（16.4%）の間で明かな不均衡が見られる 。
ポンテベドラにあった貯蓄銀行カイシャ・デ・ポンテベドラ（Caixa de Pontevedra）は2000年にビーゴのカイシャ・ビーゴ、オウレンセのカイシャ・オウレンセと合併してカイシャノバとなり、スペイン有数の規模となった。本店はポンテベドラ。2010年にはガリシア最大の金融機関でライバル関係にもあったカイシャ・ガリシアと合併、ノバ・カイシャ・ガリシアとなり、2011年9月には普通銀行へ転換、ノバ・ガリシア銀行（NCG Banco）となった。

## 歴史
地元の言い伝えが、ポンテベドラの起源がトロヤ戦争の英雄テウクリス（en、トロヤ王プリアモスの甥であったが、ギリシャ側について戦った）にあるとしている。テウクリスの伝説は、ギリシャ人商人が誇大にリアス・バイシャス地域へ到達したという疑問をさらに強めた。しかし、歴史家と考古学者たちは、ポンテベドラが紀元前1世紀、ローマ帝国へ併合されたガッラエキア（古ガリシア）の統合の最中に、事実上の定住地としておそらくつくられたことに同意する傾向がある。市名は顕著なラテン語であり、橋を意味するポンスまたはポンティス（Pons/Pontis）と、古いを意味するヴェテリスまたはヴェテラ（Veteris/Vetera）、これがPonte(m)Vetera(m)（古い橋）となって、現在もあるレレス川に架かる古いローマ時代の橋を言及した名となった。ローマ時代すらよく情報通信がなされ、ポンテベドラはガリシア王国がスエビ族支配下にあった時代も、中立の町として強化されていた（5世紀から6世紀の間とされる）。
12世紀のポンテベドラは、重要な商業中心地として成長し、15世紀には貿易と通信のハブ地として管理され、中世の繁栄の最高潮にあった。当時のポンテベドラは、主要なガリシアの都市中心地の一つであった。16世紀も、漁業活動が活発になっても商業都市のままであった。事実、ポンテベドラは海に開かれた難攻不落の港として、最大のガリシアの港であった。レレス川の堆積のために数世紀後、リアス式海岸は次第に大規模船舶に不向きとなっていった。
16世紀終盤、市は衰退の始まりを迎えた。既に衰退は15世紀終盤にガリシアで始まっていた。状況は17世紀から18世紀にかけ悪化した。港は、地理的要因のためその活動が猛烈に減った。さらに、政治的決定と王家の対立が貿易において全般的に悪化を刺激した。その結果市の人口は減った。事実、人口は疫病の流行もあって当時半分となっていた。
19世紀初頭、ポンテベドラは小さな遅れた町であった。漁業、芸術と工芸が現存する経済活動であった。しかし、1833年に新たな州の再編が行われ、突然ポンテベドラは県都となった。ポンテベドラはゆっくりと行政中心地へ成長した。鉄道の導入も、国内の他都市と港を失って久しかった市を再接続した。概して、ポンテベドラはこの世紀に文化的、経済的、都市復興を経験した。1853年にポンテベドラで、ショアン・マヌエル・ピントス・ビラールが、初の現代ガリシア語の本A gaita gallegaを発行した。

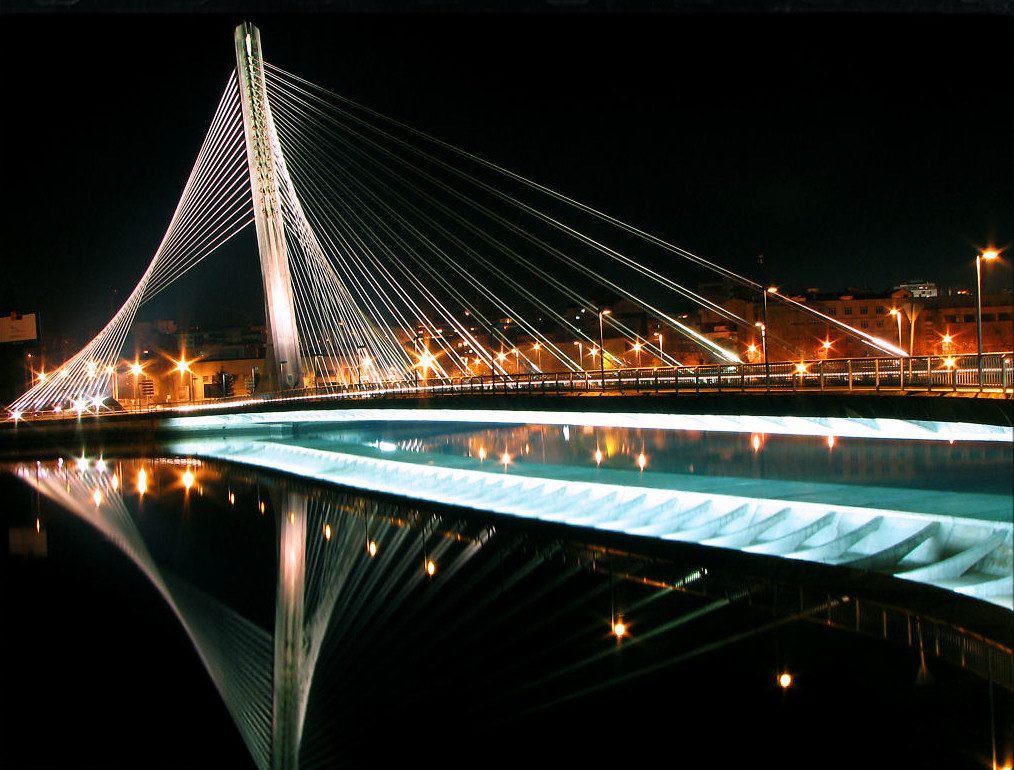
ティランテス橋

ポンテベドラは20世紀に入ってさらなる繁栄を得た。当時のポンテベドラはガリシア文化とガリシア政治の心臓部であった。ガリシア民族主義者（Nacionalismo galego） - アレシャンドレ・ボベダ、アルフォンソ・カステラオといった人々が市内に住み、彼らは1931年にガリシア主義党（Partido Galeguista）を設立した。これが同時代のガリシア民族主義の源となった。スペイン内戦（1936年-1939年）とその後のフランコ独裁政権（1936年-1975年）は、突如ポンテベドラの進化に徹底的な終焉を突きつけた。政治的抑圧と経済困難が、住民の多くを市外へ出移民させることになった。地元経済が一部復活したのは、1960年代に一部の産業活動が導入された時だけであった。しかし、これらの同じ産業はのちも深刻な佳境と健康の懸念を引き起こした。
1977年に独裁政権が崩壊すると、建設分野が発展した。情報通信網における改善が1980年代から1990年代に、ポンテベドラが地方の状況のなかで重みをいくらか回復するのを助けた。リアス・バイシャ地域で、再び貿易ハブ地と、県都としての行政機能に的が絞られた。1999年から、ポンテベドラは猛烈な都市開発と文化復興、地元経済への積極的な影響とを経験した。例えば、ポンテベドラは障害のある人々のため最も出入りしやすい都市へと移管し、2006年に都市刷新において国内の賞を授与された。
1990年代に市内へ大学が誘致されたことが、さらなる市の躍進に貢献した。2006年には中世の雰囲気が漂う中心街への車の乗り入れを禁止したため、静けさと歩行者の安全を取り戻した。駐車場は地下や市街地に多数整備された。

## 政治
ポンテベドラは、県都であり、またコマルカ・デ・ポンテベドラの中心自治体でもあり、また地区裁判所が置かれている。市には県議会とガリシア州政府（Xunta de Galicia）のポンテベドラ県事務所が置かれ、またマドリード中央政府の出先機関が置かれている。概して、市は行政サービスの広範囲の分野を提供している。これが、ポンテベドラが小規模な都市であるにもかかわらず、猛烈な政治闘争の焦点となることを意味する。
1977年の民主化以降、ポンテベドラの市政を担ってきたのは保守政党のガリシア国民党（PPdeG-PP）であったが、1999年の選挙でガリシア民族主義ブロック（BNG）とガリシア社会主義者党（PSdeG）の連立政権が誕生し、以降両党が市政を掌握、市長職は現在までガリシア民族主義ブロック所属のミゲル・アンショ・フェルナンデス・ローレスが担っている。
自治体首長はガリシア民族主義ブロック（BNG）のミゲル・アンショ・フェルナンデス・ローレス（Miguel Anxo Fernández Lores ）、自治体評議員は、ガリシア国民党：11、 ガリシア民族主義ブロック：11、ガリシア社会主義者党：3となっている（2011年5月22日の自治体選挙結果、得票順）。
ポンテベドラでの地方選挙の結果は以下のようになっている:
| 1999年6月13日の自治体選挙 |        |        |            |
| 政党                      | 得票数 | 得票率 | 獲得議員数 |
| PPdeG                     | 15,505 | 39.74% | 10         |
| BNG                       | 14,887 | 38.15% | 10         |
| PSdeG-PSOE                | 7,118  | 18.24% | 5          |
| EU-IU                     | 1,507  | 2.86%  | 0          |

| 2003年5月25日自治体選挙 |        |        |            |
| 政党                    | 得票数 | 得票率 | 獲得議員数 |
| BNG                     | 17,400 | 39.74% | 10         |
| PPdeG                   | 15,946 | 36.42% | 10         |
| PSdeG-PSOE              | 8,004  | 18.28% | 5          |
| EU-IU                   | 2,433  | 5.55%  | 0          |

| 2007年5月27日自治体選挙 |        |        |            |
| 政党                    | 得票数 | 得票率 | 獲得議員数 |
| PPdeG                   | 19,387 | 45.12% | 12         |
| BNG                     | 12,412 | 28.89% | 7          |
| PSdeG-PSOE              | 9,807  | 22.83% | 6          |
| EU-IU                   | 1,305  | 3.03%  | 0          |

| 2011年5月22日自治体選挙 |        |        |            |
| 政党                    | 得票数 | 得票率 | 獲得議員数 |
| PPdeG                   | 17,244 | 39.52% | 11         |
| BNG                     | 17,130 | 39.25% | 11         |
| PSdeG-PSOE              | 5,803  | 13.30% | 3          |
| その他                  | 2,457  | 5.63%  | 0          |

首長当選者: ミゲル・アンショ・フェルナンデス・ローレス (BNG)

## 健康、教育、文化
ポンテベドラは、公立私立両方の医院とモンテセロ病院健康センターの品質が高い。モンテセロ病院は郡の最大の健康センターであり、県最大級である。病院は腫瘍学で名高い。
市内にはビーゴ大学のポンテベドラ・キャンパスがある。これらには看護学校、森林技術学校、理学療法学部、 スポーツ・教育科学部、社会科学・コミュニケーション学部、美術学部がある。多くがポンテベドラでファインアートにおける自らの学問を完成させるためやってきている。これは大学レベルで芸術を学べる学科がガリシアではここしかないからである。
ポンテベドラはスペイン国立通信教育大学の分校もある。また市内には外国語を学ぶために公立語学学校（Escola Oficial de Idiomas）が州政府により設置されている(EOI Pontevedra)。ガリシア州教育局が運営している。
ポンテベドラの文化的インフラは主として2つの場所に代表される。一つは旧市街のプリンシパル劇場で、観客席が434席ある。そしてポンテベドラ文化センター（Pazo da Cultura de Pontevedra）は座席数772席のホールのほか、会議場、展示場、小ホール、レストランなどを備えた現代的複合施設である。加えて、毎年市は、ジャズ・フェスティヴァル、野外映画上映、中世祭り（Feira medieval）などの野外イベントを組織する。その他の祭りは、通常は旧市街の通りや広場で開催される。

## 名所旧跡
古代の町と中世の港、ポンテベドラは最も権威あるガリシアの古い都市とされてきた。巡礼者広場にある巡礼者礼拝堂、歴史的な旧市街、レーニャ広場、市場、アラメダ、リアス式海岸沿いの遊歩道などがみどころである。旧市街と周辺地区には広範囲の舗装された地域があり、多くの公園と公共の広場はぶらぶらと散策するのに適している。　近年、多くの歴史ある建築物や通りがさらに再建されるか改造され、都市の景観をよりよく保存するため提供されている。
- 巡礼者教会
- クーロス・エンリケス広場
- フェレリーア広場
- コビアン・ロッフィニャク通り
- サン・フランシスコ修道院
- レーニャ広場
- 市役所

## スポーツ
- ポンテベドラCF - プロサッカークラブ
- SDテウクロ - プロハンドボールチーム。
- マレアンテス - プロラグビーチーム

ポンテベドラにはガリシアスポーツトレーニングセンター（Centro Galego de Tecnificación Deportiva）が置かれており、ボート競技、カヌーのクラブを持つ。カヌー競技のアテネオリンピック金メダリスト、ダビ・カルはポンテベドラの海岸でトレーニングを積んだ。

## 教区
- アルバ（サンタ・マリーア）
- ボラ（サンタ・マリーニャ）
- オ・ブルゴ（サンティアーゴ・ペレグリーノ）
- カンパニョ（サン・ペドロ）
- カンポロンゴ（サン・ショセ）
- ア・カニコウバ（サント・エステーボ）
- セルポンソンス（サン・ビセンテ）
- レレス（サン・サルバドール）
- ロウリサン（サント・アンドレ）
- マルコン（サン・ミゲル）
- モウレンテ（サンタ・マリーア）
- ポンテ・サンパイオ（サンタ・マリーア）
- サン・バルトロメ・デ・ポンテベドラ
- サンタ・マリーア・デ・ポンテベドラ
- サルセード（サン・マルティーニョ）
- サンタ・マリーア・デ・シェベ（サンタ・マリーア）
- トメサ（サン・ペドロ）
- ベルドゥシード（サン・マルティーニョ）
- ア・ビルシェ・ド・カミーニョ・デ・ポンテベドラ
- シェベ（サント・アンドレ）

## 姉妹都市
ポンテベドラは以下の市と姉妹都市協定を結んでいる
- メルロ, アルゼンチン
- サルヴァドール・ダ・バイーア, ブラジル
- サンホセ, コスタリカ
- サント・ドミンゴ, ドミニカ共和国
- ナフパクトス, ギリシャ
- バルセロス, ポルトガル
- ゴンドマール, ポルトガル
- ヴィラ・ノヴァ・デ・セルヴェイラ, ポルトガル

## その他
クリストファー・コロンブスの新大陸発見の旅に同行した船の一つサンタ・マリア号は、元の名をラ・ガジェーガ（La Gallega）といい、ポンテベドラで建造された船だった。
ポンテベドラは、サンティアゴ・デ・コンポステーラの巡礼路のポルトガル道の途上にある。ペレグリナ教会は非常に奇妙なホタテガイの形をした建物で、今も訪れる巡礼や訪問者を拒まず宿泊させる。
ポンテベドラは、ガリシアでサンティアゴ・デ・コンポステーラの次に古い都市である。